# 张宿增五
HD 88215，又名BD-12 3101，SAO 155780、HR 3991，是一颗長蛇座的恒星，视星等为5.31，位于銀經253.29，銀緯34.08，其B1900.0坐标为赤經10h 5m 13.4s，赤緯-12° 34.08′ 17″。